# Greene County (Indiana)
Greene County ist ein County im Bundesstaat Indiana der Vereinigten Staaten. Der Verwaltungssitz (County Seat) ist Bloomfield.

## Geographie
Das County liegt im Südwesten von Indiana, ist im Westen etwa 45 km von Illinois entfernt und hat eine Fläche von 1414 Quadratkilometern, wovon elf Quadratkilometer Wasserfläche sind. Es grenzt im Uhrzeigersinn an folgende Countys: Clay County, Owen County, Monroe County, Lawrence County, Martin County, Daviess County, Knox County und Sullivan County.

## Geschichte
Greene County wurde am 5. Januar 1821 aus Teilen des Daviess County und des Sullivan County gebildet. Benannt wurde es nach Nathanael Greene, einem General und Helden im Amerikanischen Unabhängigkeitskrieg.
7 Bauwerke und Stätten des Countys sind im National Register of Historic Places eingetragen (Stand 2. September 2017).

## Demografische Daten

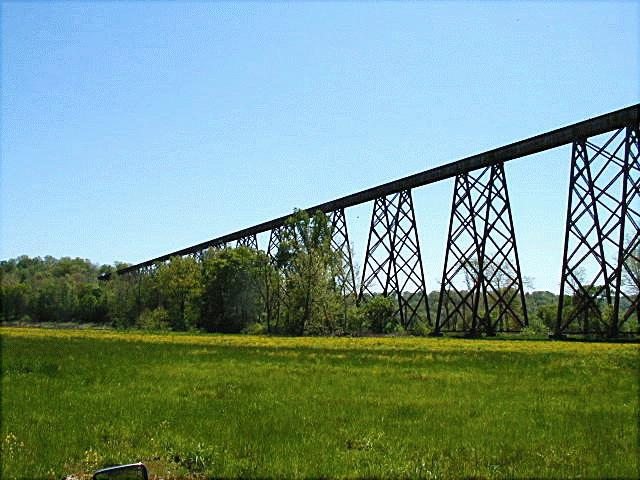
Das Greene County Viaduct

Nach der Volkszählung im Jahr 2000 lebten im Greene County 33.157 Menschen in 13.372 Haushalten und 9360 Familien. Die Bevölkerungsdichte betrug 24 Einwohner pro Quadratkilometer. Ethnisch betrachtet setzte sich die Bevölkerung zusammen aus 98,59 Prozent Weißen, 0,08 Prozent Afroamerikanern, 0,31 Prozent amerikanischen Ureinwohnern, 0,22 Prozent Asiaten, 0,02 Prozent Bewohnern aus dem pazifischen Inselraum und 0,17 Prozent aus anderen ethnischen Gruppen; 0,61 Prozent stammten von zwei oder mehr Ethnien ab. 0,81 Prozent der Bevölkerung waren spanischer oder lateinamerikanischer Abstammung.
Von den 13.372 Haushalten hatten 31,7 Prozent Kinder unter 18 Jahre, die mit ihnen im Haushalt lebten. 58,0 Prozent waren verheiratete, zusammenlebende Paare, 8,4 Prozent waren allein erziehende Mütter und 30,0 Prozent waren keine Familien. 26,5 Prozent waren Singlehaushalte und in 12,4 Prozent lebten Menschen mit 65 Jahren oder darüber. Die Durchschnittshaushaltsgröße betrug 2,44 und die durchschnittliche Familiengröße lag bei 2,92 Personen.
24,7 Prozent der Bevölkerung waren unter 18 Jahre alt, 7,7 Prozent zwischen 18 und 24, 28,3 Prozent zwischen 25 und 44 Jahre. 24,0 Prozent zwischen 45 und 64 und 15,3 Prozent waren 65 Jahre alt oder älter. Das Durchschnittsalter betrug 38 Jahre. Auf 100 weibliche Personen kamen 96,8 männliche Personen. Auf 100 Frauen im Alter von 18 Jahren und darüber kamen 93,6 Männer.
Das jährliche Durchschnittseinkommen eines Haushalts betrug 33.998 USD, das Durchschnittseinkommen der Familien 41.523 USD. Männer hatten ein Durchschnittseinkommen von 32.309 USD, Frauen 21.749 USD. Das Prokopfeinkommen betrug 16.834 USD. 8,4 Prozent der Familien und 11,0 Prozent der Bevölkerung lebten unterhalb der Armutsgrenze.

## Orte im County
- Antioch
- Beehunter
- Bloomfield
- Bushrod
- Calvertville
- Cincinnati
- Doans
- Ellis
- Elliston
- Furnace
- Gilmour
- Hashtown
- Hendricksville
- Hobbieville
- Hoosier
- Ilene
- Island City
- Jasonville
- Johnstown
- Koleen
- Linton
- Lone Tree
- Lyons
- Marco
- McVille
- Midland
- Midland Junction
- Mineral City
- Newark
- Newberry
- Owensburg
- Park
- Plummer
- Point Commerce
- Ridgeport
- Rincon
- Scotland
- Solsberry
- Summit
- Switz City
- Tulip
- Vicksburg
- Victoria
- Worthington

Townships
- Beech Creek Township
- Cass Township
- Center Township
- Fairplay Township
- Grant Township
- Highland Township
- Jackson Township
- Jefferson Township
- Richland Township
- Smith Township
- Stafford Township
- Stockton Township
- Taylor Township
- Washington Township
- Wright Township